# Cristian Mircea Duțescu
Cristian Mircea Duțescu (n. 20 februarie 1973, București) este cunoscut ca avocat în dreptul pieței de capital, autor de cărți și articole de specialitate în domeniul dreptului comercial și al pieței de capital, doctor în drept, lector universitar și personalitate marcantă recunoscută prin inițiativele sale privind îmbunătățirea legislației pieței de capital sau prin faptele de protest anticomunist din toamna anului 1989.
Pasionat de alergare și participant la cele mai cunoscute competiții de gen, în 2021 inițiază și organizează prima ediție a Legal Half-Marathon, ajunsă deja la a treia ediție.

## Biografie
Urmează cursurile școlii generale nr. 46 din București și ale Liceului Mihai Viteazul (1987-1991).
În luna octombrie 1989, în timp ce se afla în clasa a-XI-a, decupează prima pagină cu poza lui Nicolae Ceaușescu din aproximativ 20 de almanahuri cu intenția de a le transforma în manifeste anticomuniste și de a le răspândi în centrul Bucureștiului în vederea coagulării unei mișcări de opoziție împotriva regimului comunist.  În noaptea de 24-25 octombrie 1989, lipește trei afișe cu poza lui Nicolae Ceaușescu pe strada Mendeleev din centrul Bucureștiului, pe care era înscris următorul text: ”A se prinde mort sau viu. Recompensă recunoștința a 23 de milioane.” Este reținut de miliție în aceeași noapte, iar în dimineața zilei de 25 octombrie dus la sediul direcției de cercetări penale a Securității din Calea Rahovei nr. 39, unde va fi anchetat până în data de 1 noiembrie 1989, când va fi eliberat. În luna noiembrie 1989, în urma faptelor sale, este exclus din UTC și exmatriculat din Liceul Mihai Viteazul. Va fi reprimit în ianuarie 1990. 
În perioada 1991-1995 urmează cursurile Facultății de Drept a Universității București.
Din mai 1996, după satisfacerea stagiului militar este avocat în cadrul Baroului București. Începând cu anul 1998 se specializează în dreptul pieței de capital, unii dintre cei mai importanți investitori pe piețele financiare din România, mari fonduri multinaționale de investiții sau fonduri locale de investiții  fiind printre clienții săi.
În septembrie 2006 fondează Societatea Civilă de Avocați ”Duțescu și Asociații”. Inițiativele sale privind îmbunătățirea legislației pieței de capital constau în scrierea câtorva proiecte de lege care au ajutat la modificarea legii pieței de capital. 
În același timp, scrie zeci de articole despre dreptul pieței de capital și dreptul societar, are intervenții televizate și sute de opinii în articole de specialitate ale marilor ziare și reviste din domeniu. 
În martie 2012, în calitate de avocat al unei persoane acuzate de abuz pe piața de capital, obține o interpretare favorabilă din partea Curții Europene de Justiție cu privire la natura juridică a Pieței Rasdaq, care conduce la achitarea clientului și a unui număr mare de persoane acuzate anterior sau ulterior de activități de abuz pe Piața Rasdaq.

În mai 2012, alături de alte șapte personalități ale pieței de capital din România, fondează Organizația Profesioniștilor Pieței de Capital, al cărei președinte este încă de la înființare. OPPC desfășoară activități profesionale cu caracter educativ și informativ,  printre care se numără organizarea de conferințe și seminarii în parteneriat cu Institutul Național al Magistraturii pentru aprofundarea de către magistrați a cunoștințelor privind dreptul pieței de capital. 
În toamna anului 2021, inițiază și organizează prima ediție Legal Half-Marathon, competiție de alergare dedicată publicului larg și lumii justiției, care cuprinde mai multe curse de alergare omologate World Athletics, dar și pentru amatori sau copii.
Competiția, ajunsa la a treia ediție în 2023, are o puternică componentă umanitară și găzduiește "Campionatul national de alergare 10k, pe șosea", având drept co-organizator Federația Română de Atletism.

## Studii
Doctor in drept, tema aleasă pentru lucrarea de doctorat “Contractul de vânzare-cumpărare de acțiuni”
Facultatea de Drept, Universitatea București (1995). Lucrare de diplomă – Bursa de valori
Curs de specializare in domeniul pieței de capital Fundația Europeană Drăgan-Curs de piețe de capital (1995)

## Activitate didactică
Lector la Universitatea ”Titu Maiorescu”, Facultatea de Drept, curs “Piețe de capital”, anul IV 
Lector al cursurilor de formare profesionala organizate de Asociatia Brokerilor
Colaborator al Catedrei de Drept Privat a Facultății de Drept din Universitatea București, la disciplina ”Drept civil - Drepturi reale si obligații” (2009-2010)
Preparator universitar la Catedra de Drept Civil a Facultății Româno-Americane (1996)
Autor a peste 30 de articole de specialitate în domeniul dreptului comercial și al pieței de capital, publicate în revistele:
“Dreptul”;
„Investiții și Profit” - revista pieței de capital, publicație lunară (2005-2008);
“Revista de Drept Comercial”;
“Editura Horeca”
”Revista română de drept al afacerilor” 

## Premii și distincții
Premiul „I.L.Georgescu” al Uniunii Juriștilor din România pentru lucrarea Drepturile acționarilor, ediția a 2-a, 2007;
Diploma de onoare „Constantin Anachițoaie” din partea Uniunii Juriștilor din România, Societății Academice „Titu Maiorescu” și a revistelor „Dreptul” și „Palatul de Justiție” pentru lucrarea ”Legea privind piața de capital”, comentariu pe articole, 2009.

## Cărți publicate
”Legea privind emitenții de instrumente financiare și operațiuni de piață. Comentariu pe articole”, Ed.C.H.Beck(2019), Colecția Comentarii
“Dreptul pieței de capital - curs universitar”, Ed.C.H.Beck (2013), Colectia Cursuri Universitare 
"Contractul de vanzare - cumparare de actiuni", Ed.C.H.Beck (2012), Colectia Praxis 
“Drepturile acționarilor”, Ediția III revizuită, Ed.C.H.Beck (2010), Colecția Praxis 
“Legea Pieței de Capital - comentarii pe articole”(LPC), Ed.C.H.Beck (2009), Colecția Comentarii 
“Manipularea pieței de capital”, Ed.C.H.Beck (2008), Colecția Praxis 
“Drepturile acționarilor, Ediția II revizuită, Ed.C.H.Beck (2007), Colecția Praxis 
“Drepturile acționarilor”, Ediția I, Ed.Lumina Lex (2006)